# Zgrada stare škole u Belovaru
Zgrada stare škole nalazi se u Belovaru, Grad Zagreb.

## Opis
Stara belovarska škola sagrađena je 1911. godine uz cestu Zagreb – Varaždin. Građena je opekom, ima učionicu, učiteljski stan, gospodarsku zgradu i školski vrt s bunarom. Prizemne prostorije služile su kao učiteljski stan dok je na katu formirana učionica. Jednostavno i skladno komponirana zgrada funkcionalnog je tlocrta i jedna od bolje sačuvanih školskih zgrada s početka XX. stoljeća u okolici Zagreba.

## Zaštita
Pod oznakom Z-3932 zavedena je kao nepokretno kulturno dobro – pojedinačno, pravna statusa zaštićena kulturnog dobra, klasificiranog kao profana graditeljska baština.